# وليم بليك

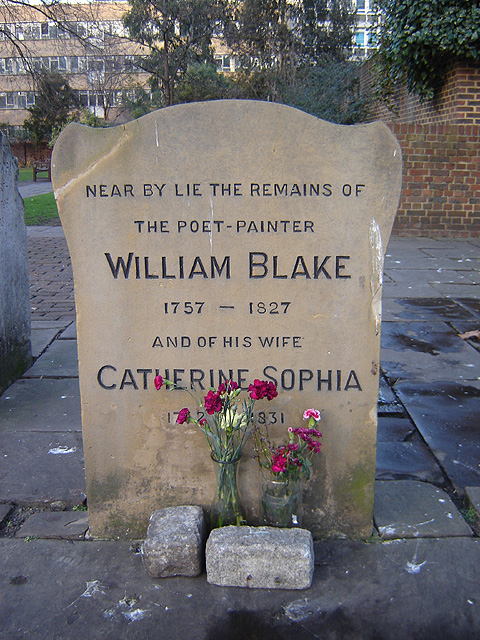
وليام بليك

وليام بليك (بالإنجليزية: William Blake)‏ (وُلد في 28 نوفمبر 1757 وتوفي في 12 أغسطس 1827) شاعر إنكليزي ورسام ورسام صحف. يعد أول شاعر رومانطيقي في إنجلترا خلال حياته ولنصف قرنٍ بعد وفاته، كانت أعماله تُعتبر غير ذات أهمية، وأحياناً كانت تحُتقَر بوصفها أعمال مجنون، لكنها اليوم تعد علاماتٍ فارقة في الشعر والفنون البصرية للعصر الرومانتيكي. درس في مدرسة الفنون بعمر الـ 6 سنوات، مال إلى فنون النقش والحفر، ثم نظم الشعر مبكرًا. عاش فقيرًا وظن كثير من الناس أنه مجنون. ساعد زوجته في تعلم القراءة والكتابة، وعملت مساعدة له. توفي في عام 1827 بلندن وقد ناهز الـ 70 عام.
على الرغم من أن معاصري بليك اعتبروه مخبولًا بسبب وجهات نظره الغريبة، فقد لاقى احترامًا كبيرًا من النقاد اللاحقين بسبب تعبيريّته وإبداعه، وتياراته الفلسفية والباطنية المخفية في أعماله. صُنفت رسوماته وأشعاره كجزء من الحركة الرومانسية وبصفة «قبل رومانسية». كان مسيحيًا ملتزمًا معاديًا لكنيسة إنجلترا (وبالطبع، لكل أنواع الديانات المنظمة تقريبًا)، وتأثر بالمثل العليا وطموحات الثورات الفرنسية والأميركية. رغم أنه رفض لاحقًا العديد من هذه المعتقدات السياسية، لكنه حافظ على علاقة دَمِثة بالناشط السياسي توماس بين؛ وكان متأثرًا أيضًا بمفكرين مثل إمانول سفيدنبوري. بغض النظر عن تأثراته المعروفة هذه، جعل تفرُّد أعمال بليك تصنيفَه صعبًا. وصفه عالم القرن التاسع عشر وليام مايكل روسيتي بأنه «نجم لامع»، و«رجل لم يسبقه أسلافه، ولا يُصنف مع معاصريه، ولا يمكن أن يحل محله خلفاء معروفون أو متوقعون بسهولة».

## نشأته
وُلد وليام بليك في 28 نوفمبر عام 1757 في 28 برود ستريت (أصبح الآن شارع برودسويك) في سوهو، لندن. كان ثالث سبعة أطفال، مات اثنان منهم في سن الطفولة. كان والده جيمس بائع جوارب وملابس داخلية. ارتاد المدرسة وقتًا كافيًا ليتعلم القراءة والكتابة، وتركها في عمر العاشرة، وتعلم منزليًا على يد والدته كاثرين بليك (رايت قبل الزواج). مع أن آل بليك كانوا منشقين عن الكنيسة الإنجليزية، فقد عُمّد وليام في 11 ديسمبر في كنيسة سان جيميس، بيكاديلي، لندن. كان الإنجيل مؤثرًا مُبكرًا وعميقًا في نفس بليك، وبقي مصدر إلهام طوال حياته.
بدأ بليك بنقش نسخ من رسومات لآثار إغريقية قديمة اشتراها له والده، وهي ممارسة تميل إلى كونها رسمًا فعليًا. وجد بليك في هذه الرسومات مواجهته الأولى مع النماذج الكلاسيكية عبر أعمال رفائيل، وميكيلانجيلو، ومارتن فان هيمسكيرك، وآلبرخت دورر. يُشير عدد المجلدات والمطبوعات التي تمكن جيمس وكاثرين من شرائها لوليام في صغره إلى أن آل بليك قد تمتعوا برزق جيد، على الأقل لمدة من الزمن. عندما كان وليام في سن العاشرة، كان والداه يدركان مزاجه الجموح جيدًا، فأرسلاه إلى دروس رسمٍ في  مدرسة بارس للرسم في الساحل بدلًا عن إرساله إلى المدرسة. كان قارئًا نهمًا لمواضيع من اختياره الشخصي. خلال هذه الفترة، قام بليك بمحاولات في الشعر؛ تعكس أعماله الأولى معرفةً ببين جونسون، وإدموند سبنسر، وسفر المزامير.

### تمرنه على يد بازاير
في 4 أغسطس عام 1772، بدأ بليك التمرّن على يد النقاش جيمس بازاير من شارع غريت كوين، بمحصلة 52.10 يورو لمدة سبع سنوات. أصبح نقاشًا محترفًا عند نهاية هذا التدريب وكان قد بلغ عمر 21. لم تنجُ أي أدلة عن خلاف أو نزاع حاد بين الاثنين خلال فترة تمرين بليك، لكن سيرة حياة بيتر أكرويد تذكر أن بليك في وقت لاحق أضاف اسم بازاير إلى لائحة الخصوم في الفن، ثم شطبه. هذا إلى جانب أن أسلوب بازاير في النقش الخطي كان معتمدًا في ذلك الوقت لكنه أصبح موضة قديمة بالمقارنة مع أسلوب التنقيط أو أسلوب النقش التظليليّ الأكثر بهرجة. اعتُقد أن تعلم بليك هذا الأسلوب البالي ربما كان مُجحفًا بحق اكتسابه للعمل أو الاعتراف به في بقية حياته.
بعد سنتين، أرسل بازاير مُتمرنه لينسخ صورًا من الكنائس القوطية في لندن (ربما ليحسم جدالًا بين بليك وجيمس باركر، زميله في التمرن). ساعدته تجاربه في دير ويستمنستر على تشكيل أسلوبه الفني وأفكاره. كان الدير في أيامه مزينًا ببزّات مدرعة ودمى جنائزية ملونة وتماثيل شمعية متعددة الألوان. كتب أكرويد أن «... الانطباع الأول العاجل كان السطوع والألوان الشاحبة». تركت هذه الدراسة اللصيقة للنموذج القوطي (الذي رآه «النموذج العصري») آثارًا واضحة في أسلوبه. خلال فترات بعد الظهيرة الطويلة التي كان يقضيها بليك يرسم في الدير، كان صبية مدرسة ويستمنستر، الذين كان الدخول مسموحًا لهم، يُقاطعونه أحيانًا. كانوا يضايقونه، وقد عذبه أحدهم للغاية لدرجة أن بليك أوقع الصبي على الأرض عن سقالة، «سقطة وقع إثرها بعنف مريع». وبعد أن اشتكى بليك لكبير الكهنة، أُلغي امتياز طلاب المدرسة. ادّعى بليك أنه اختبر رؤى في الدير. رأى المسيح وحواريه وموكبًا عظيمًا من الرهبان والقساوسة، وسمعهم يرنمون.

### الأكاديمية الملكية
في 8 أكتوبر عام 1779، أصبح بليك طالبًا في الأكاديمية الملكية في منزل سومرست القديم، بالقرب من ستراند. رغم أن شروط دراسته لم تتطلّب مُقابلًا، كان عليه تزويد نفسه بالمواد على مدى السنوات الستة من الدراسة. هناك، تمرد على ما اعتبره أسلوبًا غير مكتمل للرسامين العصريين مثل روبنس، يدعمه أول رئيس للمدرسة، جوشوا راينولدس. ومع مرور الوقت، مقت بليك سلوك راينولدس تجاه الفن، خصوصًا مطاردته للـ«الحقيقة الكلية» و«الجمال الكلي». كتب راينولدس في محادثاته أن «الجنوح نحو الأفكار المجردة، التعميم والتنظيم، فخر عظيم للعقل البشري»؛ أجاب بليك، في ملاحظات كتبها على هامش نسخته الشخصية: «أن تعمم، يعني أن تكون أحمقًا، التخصيص هو الميزة الجديرة الوحيدة». كره بليك أيضًا تواضع راينولدس الظاهر، الذي اعتبره شكلًا من أشكال النفاق. فضل بليك أيضًا لوحات الرسم الكلاسيكي المضبوط لملهميه الأوائل مثل ميكيلانجيلو ورفائيل على حساب الرسم الزيتي المعاصر لراينولدس.
يقترح ديفيد بيندمان أن ضغينة بليك تجاه راينولدس لم تقُم نتيجة آراء الرئيس (كما بليك، لدى راينولدس تاريخ في الرسم يضعه في قيمة أكبر من رسم المشاهد الطبيعية والصور الشخصية)، بل «تجاه نفاقه في عدم تطبيق مثله العليا». لم يعزف بليك عن العرض في الأكاديمية الملكية بالطبع، وأرسل أعماله في ست مناسبات بين عام 1780 وعام 1808.
أصبح بليك صديقًا لجون فلاكسمان وتوماس ستوتهارت وجورج كمبرلاند خلال أول عام له في الأكاديمية الملكية. تشاركوا آراءً راديكالية، مع انضمام ستوتهارت وكمبرلاند إلى مجتمع المعلومات الدستورية.

### شغب غوردون
يذكر ألكسندر غيلكريست، أول كاتب سيرة لبليك، أنه في يونيو عام 1780 كان بليك يسير باتجاه متجر بازاير في شارع غريت كوين عندما اكتسحه حشد غاضب من الناس الذين اقتحموا سجن نيوجيت. هاجم الحشد بوابات السجن بالمجارف والفؤوس، وأضرموا النيران في المبنى، وأطلقوا سراح السجناء. كان بليك، كما تشير التقارير، في الصف الأول من الحشد أثناء الهجوم. أصبح الشغب، الذي قام ردًا على إعلان برلماني لإلغاء العقوبات عن الكاثوليكية الرومانية، معروفًا باسم شغب غوردون، واستحث طفرة من التشريعات من حكومة الملك جورج الثالث، وإيجاد أول قوة شرطية.

## لوحات

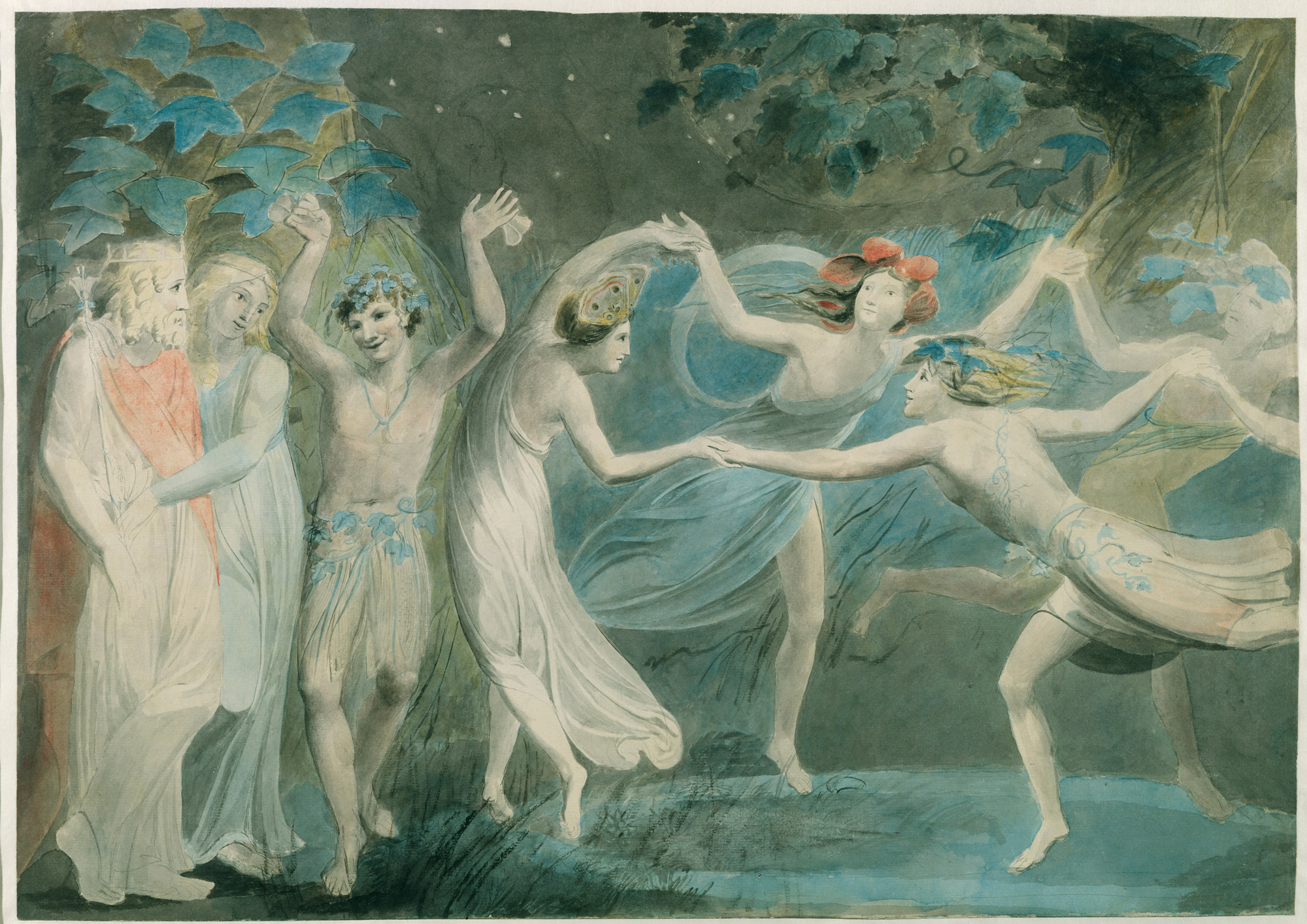
Oberon, Titania and Puck with Fairies Dancing
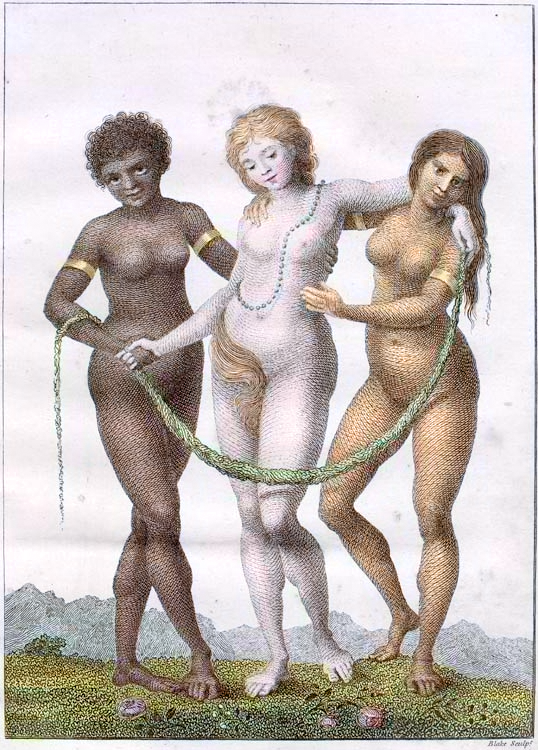
Europe Supported by Africa and America
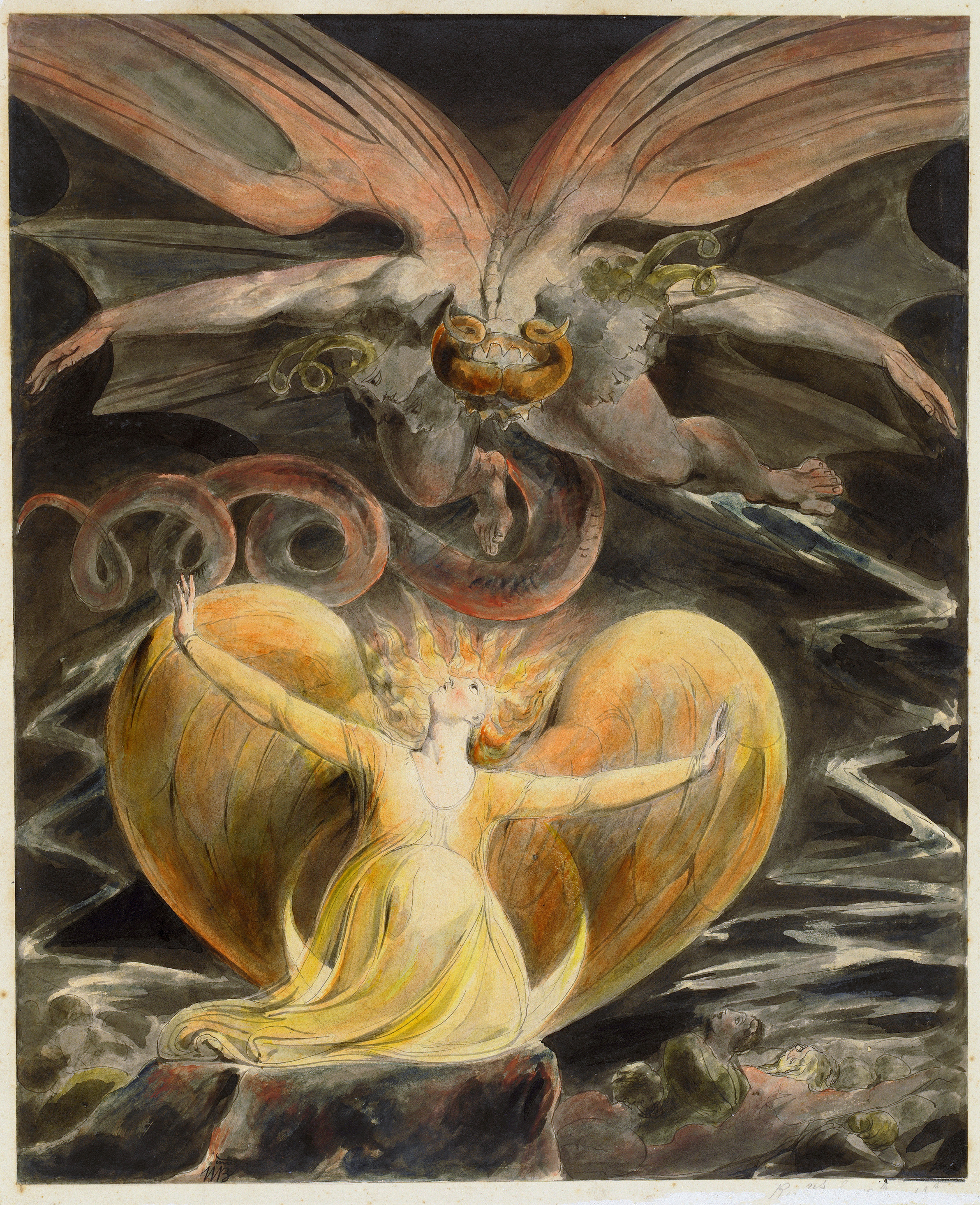
The Great Red Dragon and the Woman Clothed with Sun
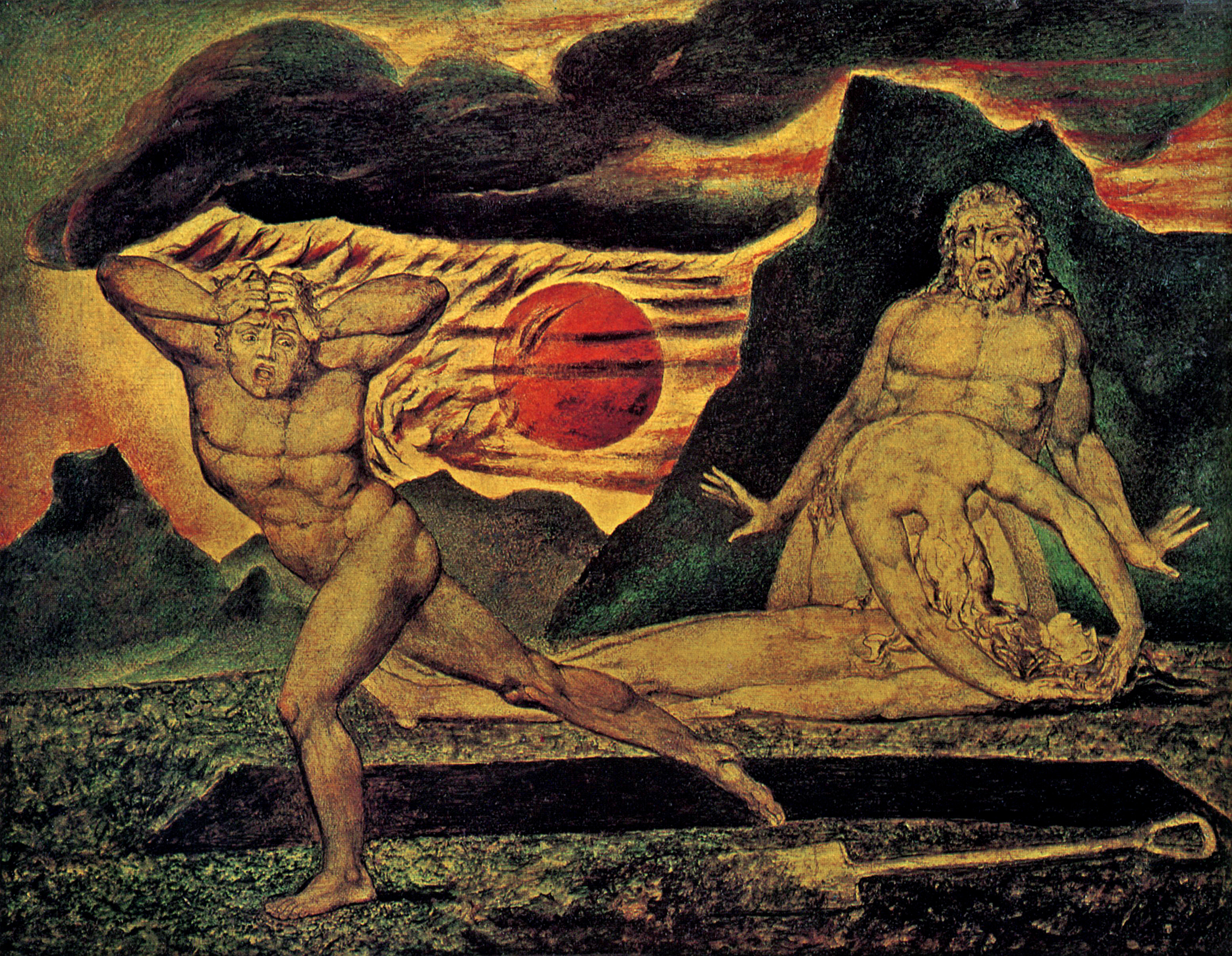
The Body of Abel Found by Adam and Eve

## طالع أيضًا
- قصيدة النمر